# Bosse-de-Nage
Bosse-de-Nage — американская блэк-метал-группа из Сан-Франциско, штат Калифорния, состоящая из четырех анонимных участников. Группа рассматривается как часть блэкгейз-сцены, но исполняет экспериментальный блэк-метал, основанный на пост-роке, шугейзе, пост-хардкоре, скримо и инди-роке, с влиянием Slint, Mogwai и Godspeed You! Black Emperor. Критик AllMusic Грегори Хини пишет, что группа «создает звук, который так же удобно расширяется наружу, как и сжимается в удушающую массу игольчатых гитар и неистового барабанного боя». Тексты песен группы затрагивают различные темы, такие как секс, мерзость, трупы, извращения и смерть. Название группы взято из книги французского символиста Альфреда Жарри «Gestes et opinions du docteur Faustroll, pataphysicien».

## История
Выпустив две демо-записи в 2006 году, Bosse-de-Nage подписали контракт с лейблом Flenser Records и выпустили свой одноименный дебютный альбом в 2010 году, в котором были представлены записи 2007 года. Второй альбом группы, II, был выпущен в 2011 году. Альбом привлек внимание лейбла Profound Lore Records, на котором в 2012 году вышел следующий альбом группы III. В том же году Bosse-de-Nage выпустили сплит с блэк-метал-группой из Сан-Франциско Deafheaven, Deafheaven / Bosse-de-Nage, на котором появился новый трек «A Mimesis of Purpose». Группа выпустила свой четвертый студийный альбом All Fours в 2015 году. В 2018 году вышел альбом Further Still.

## Состав
- D. — бас-гитара
- H. (Harry Cantwell) — ударные
- B. (Bryan Manning)[8] — вокал
- M. — гитара

## Дискография

### Студийные альбомы
- Bosse-de-Nage (2010)
- II (2011)
- III (2012)
- All Fours (2015)
- Further Still (2018)

### Demo
- Demo I (2006)
- Demo II (2008)

### Сплиты
- Deafheaven / Bosse-de-Nage (2012, с Deafheaven)